# Волково (Аургазинский район)
Волково (баш. Волков) — деревня в Тукаевском сельсовете Аургазинском районе Республики Башкортостан России.

## Географическое положение
Расстояние до:
- районного центра (Толбазы): 30 км,
- центра сельсовета (Тукаево): 10 км,
- ближайшей железнодорожной станции (Шингак-Куль): 50 км.

## Население
| 2002 | 2009 | 2010 |
| ---- | ---- | ---- |
| 26   | ↘13  | ↘11  |

Согласно переписи 2002 года, преобладающая национальность — русские (88 %).